# District de Nsork
Le district de Nsork  (en espagnol : distrito de Nsork) est un district de Guinée équatoriale, constitué par la partie sud-est de la Province de Wele-Nzas, dans la région continentale de la Guinée équatoriale. Il a pour chef-lieu la ville de Nsork. Le recensement de 1994 y a dénombré 7 024 habitants, ce qui en fait le district le moins peuplé de la région continentale équatoguinéenne.